# Omorgus endroedyi
Omorgus endroedyi är en skalbaggsart som beskrevs av Clarke H. Scholtz 1979. Omorgus endroedyi ingår i släktet Omorgus och familjen knotbaggar. Inga underarter finns listade i Catalogue of Life.